# Santo Volto di Gesù
Santo Volto di Gesù är en kyrkobyggnad i Rom, helgad åt Jesu heliga anlete. Kyrkan är belägen vid Via della Magliana i Quartiere Portuense och tillhör församlingen Santo Volto di Gesù.

## Beskrivning
Församlingen var initialt helgad åt den helige Maximilian Kolbe och inrymdes i tillfälliga lokaler. Kyrkan började att uppföras 1998 och tre år senare, år 2001, helgades den åt Jesu heliga anlete. Den nya kyrkan, ritad av arkitekterna Piero Sartogo och Nathalie Grenon, konsekrerades år 2006.

## Bilder
| - Fotografi från kyrkans interiör. |